# Русско-Лашминское сельское поселение
Русско-Лашминское се́льское поселе́ние — муниципальное образование в Ковылкинском районе Мордовии Российской Федерации.
Административный центр — село Русская Лашма.

## История
Статус и границы сельского поселения установлены Законом Республики Мордовия от 7 февраля 2005 года № 13-З «Об установлении границ муниципальных образований Ковылкинского муниципального района, Ковылкинского муниципального района и наделении их статусом сельского поселения, городского поселения и муниципального района».

## Население
| 2002 | 2010 | 2012 | 2013 | 2014 | 2015 | 2016 |
| ---- | ---- | ---- | ---- | ---- | ---- | ---- |
| 1007 | ↘834 | ↘798 | ↘766 | ↘752 | ↘713 | ↘701 |
| 2017 | 2018 | 2019 | 2020 | 2021 |      |      |
| ↘670 | ↘651 | ↘632 | ↗778 | ↘711 |      |      |

## Состав сельского поселения
| № | Населённый пункт | Тип населённого пункта | Население |
| - | ---------------- | ---------------------- | --------- |
| 1 | Барки            | деревня                | ↘59       |
| 2 | Вольная Лашма    | село                   | ↘29       |
| 3 | Гумны            | село                   | ↘275      |
| 4 | Запищиково       | посёлок разъезда       | ↘21       |
| 5 | Лашма            | посёлок разъезда       | ↗12       |
| 6 | Русская Лашма    | село                   | ↘438      |